# Campo magnético

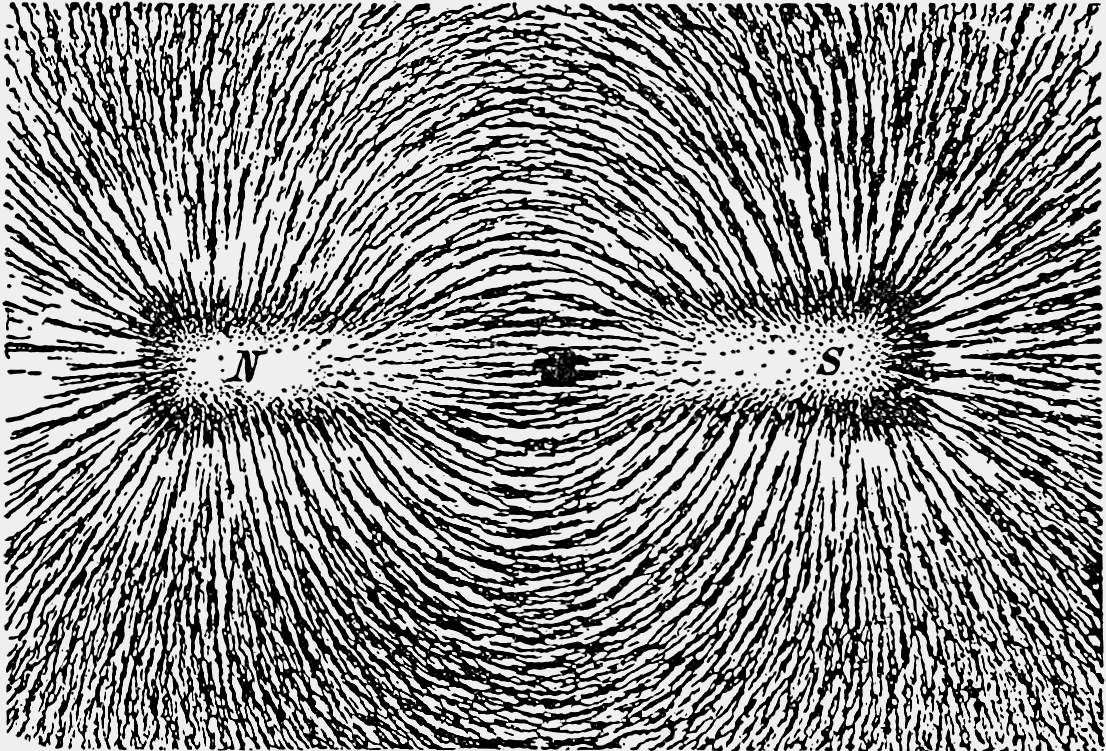
A direção das linhas do campo magnético de um ímã, demonstradas pelo alinhamento da limalha de ferro colocada sob um ímã. A alta permeabilidade magnética das limalhas individuais fazem com que o campo magnético seja maior nas pontas delas. Isto faz com que as limalhas individuais atraiam umas às outras, formando grupos alongados que desenham linhas. Não se espera que estas linhas sejam linhas de campo precisas para este magneto, mais ainda, a magnetização do próprio ferro deve alterar o campo magnético.

Campos magnéticos cercam materiais em correntes elétricas e são detectados pela força que exercem sobre materiais magnéticos ou cargas elétricas em movimento. O campo magnético em qualquer lugar possui tanto uma direção quanto uma magnitude (ou força), por tanto é um campo vetorial.
À luz da relatividade especial, os campos elétrico e magnético são dois aspectos inter-relacionados de um mesmo objeto, chamado de campo eletromagnético. Um campo elétrico puro em um sistema de referência é observado como uma combinação de um campo elétrico e um campo magnético em um sistema de referência em movimento em relação ao primeiro.
Na física moderna, o campo magnético e o campo elétrico são entendidos como sendo um campo fotônico. Na linguagem do Modelo Padrão a força magnética é mediada por fótons. Frequentemente esta descrição microscópica não é necessária por que a teoria clássica, mais simples e coberta neste artigo, é suficiente. A diferença é desprezível na maioria das circunstâncias.

## Definição
Um campo magnético é um vetor que descreve a influência magnétrica de cargas elétricas em movimento e ímãs permanentes. Pode-se afirmar que as ligações químicas são produtos de desequilíbrios nos campos magnéticos, e não elétricos.
Um campo magnético {\displaystyle \mathbf {B} } pode ser descrito pela Lei de Biot-Savart:
{\displaystyle \mathbf {B} =\mathbf {v} \times {\frac {1}{c^{2}}}\mathbf {E} }
ou
{\displaystyle \mathbf {B} =\mathbf {v} \times \mu \mathbf {D} }
no qual:
- {\displaystyle \mathbf {v} } é o vetor velocidade da carga elétrica, medido em metros por segundo,
- {\displaystyle \times } indica o produto vetorial,
- {\displaystyle c\ } é a velocidade da luz no vácuo, medida em metros por segundo,
- {\displaystyle \mathbf {E} } é o vetor campo elétrico, medido em newtons por coulomb ou volts por metro,
- {\displaystyle \mathbf {D} } é o vetor deslocamento elétrico,
- {\displaystyle \mu } é a permeabilidade magnética.

Quando uma carga elétrica que se move em um campo magnético uniforme B com velocidade v, a carga fica sujeita à ação da força magnética Falhou a verificação gramatical (SVG (MathML pode ser ativado através de uma extensão do ''browser''): Resposta inválida ("Math extension cannot connect to Restbase.") do servidor "http://localhost:6011/pt.wikipedia.org/v1/":): {\displaystyle F_m}
, que tem direção perpendicular a v e a B. A força magnética é proporcional ao campo B, à carga q e à componente da velocidade v na direção perpendicular a B:
{\displaystyle F_{m}=B\cdot q\cdot v\,\operatorname {sen} \,\theta }
Se a carga elétrica móvel for negativa, a força magnética F terá sentido oposto. A força magnética {\displaystyle F_{m}} altera a direção da velocidade, pois F sempre é perpendicular à velocidade, ou seja, é uma força centrípeta. Portanto, quando uma carga elétrica q está sob ação exclusiva de uma campo magnético, ela realiza um movimento circular uniforme, sua energia cinética permanece constante e o trabalho da força magnética é nulo.

## BeH
A expressão campo magnético é usada para dois campos vetoriais diferentes, simbolizados por B e H.
Existem muitos nomes alternativos para os dois campos (veja tabela ao lado). Para evitar confusão, este artigo usa campo B e campo H para estes campos, e usa campo magnético onde qualquer um dos dois campos se aplicar.
O campo B pode ser definido de muitas formas equivalentes baseado nos seus efeitos sobre o ambiente. Por exemplo, uma partícula com carga elétrica, q, movendo-se em um campo B com uma velocidade v, experimenta uma força F:
{\displaystyle \mathbf {F} =q\left(\mathbf {v} \times \mathbf {B} \right)}
onde × é o produto vetorial. O campo B é medido em tesla no SI, e em gauss em unidades cgs.
Quando uma partícula carregada "q" está sob a influência dos campos magnéticos e elétrico, duas forças são aplicadas sobre ela. A soma dessas forças é conhecida como Força de Lorentz:
{\displaystyle \mathbf {F} =q\left({E}+\mathbf {v} \times \mathbf {B} \right)}
Tecnicamente, B é um pseudovetor (também chamado de vetor axial — esta é uma afirmação sobre como o campo magnético se comporta quando você reflete o mundo em um espelho, conhecido como paridade). Este fato fica aparente da definição acima de B.
Apesar da maneira de ver B ter mudado com o passar dos anos, este é agora entendido como sendo a quantidade fundamental, enquanto H é um campo derivado. Este é definido como uma modificação de B devido a campos magnéticos produzidos pelo meio material, tal que (em unidades do SI):
{\displaystyle \mathbf {H} \ \equiv \ {\frac {\mathbf {B} }{\mu _{0}}}-\mathbf {M} ,}
onde M é a magnetização do material e μ0 é a permeabilidade do vácuo (ou a constante magnética). O campo H é medido em amperes por metro (A/m) em unidades do SI, e em oersteds (Oe) em unidades cgs.
Em materiais cujo M é proporcional a B a relação entre B e H pode ser colocada na forma mais simples: H = B ⁄ μ. onde μ é um parâmetro dependente do material, chamado de permeabilidade. No vácuo não há magnetização, M, de forma que H = B / μ0 (vácuo). Para muitos materiais, entretanto, não há uma relação simples entre B e M. Por exemplo, materiais ferromagnéticos e supercondutores possuem uma magnetização que é uma função de múltiplos valores de B, devido à histerese.

## O campo magnético e ímãs permanentes
Ímãs permanentes são objetos que produzem seus próprios campos magnéticos persistentes. Todos os ímãs permanentes possuem os pólos sul e norte. Eles são feitos de materiais ferromagnéticos como ferro e níquel que foram magnetizados. A força do ímã é representada pelo seu momento magnético, m; para magnetos simples, m aponta na direção de uma linha desenhada do polo sul ao polo norte do magneto. Para mais detalhes sobre magnetos veja magnetização abaixo e o artigo ferromagnetismo.

### Força em um magneto devido a umBnão-uniforme
Pólos magnéticos iguais quando aproximados se repelem, enquanto polos opostos se atraem. Este é um exemplo específico de uma regra geral de que os magnetos são atraídos (ou repelidos dependendo da orientação do magneto) para regiões de campo magnético maior. Por exemplo, pólos opostos atraem-se por que cada magneto é empurrado no campo magnético maior do pólo do outro. A força é atrativa por que cada magneto m está na mesma direção do campo magnético B do outro.
Revertendo a direção de m reverte a força resultante. Magnetos com m oposto a B são empurrados para regiões de campo magnético menor, desde que o magneto, e portanto, m não girar devido ao torque magnético. Este fenômeno corresponde ao de pólos semelhantes de dois magnetos sendo aproximados. A capacidade de um campo magnético não uniforme de ordenar dipolos com orientação diferente a base do experimento de Stern-Gerlach, que estabeleceu a natureza quântica dos dipolos magnéticos associados com átomos e elétrons.
Matematicamente, a força em um magneto de momento magnético m é:
{\displaystyle \mathbf {F} =\mathbf {\nabla } \left(\mathbf {m} \cdot \mathbf {B} \right),}
onde o gradiente ∇ é a mudança da quantidade m·B por unidade de distância e a direção é aquela do aumento máximo de m·B. O produto escalar m·B = |m||B|cos(θ), onde | | representa a magnitude do vetor e θ é o ângulo entre eles. Esta equação somente é válida para magnetos de tamanho zero, mas pode ser usada como uma aproximação para magnetos não muito grandes. A força magnética em magnetos maiores é determinada pela divisão deles em regiões menores tendo cada uma delas seu próprio m então somando as forças em cada uma destas regiões.
A força entre dois magnetos é bastante complicada e depende da orientação dos magnetos e da distância relativa entre eles. A força é particularmente sensível a rotações dos magnetos devido ao torque magnético.
Em muitos casos, a força e o torque em um magneto pode ser modelada assumindo uma 'carga magnética' nos pólos de cada magneto e usando um equivalente magnético à lei de Coulomb. Neste modelo, cada pólo magnético é uma fonte de um campo H que é mais forte próximo ao pólo. Um campo H externo exerce uma força na direção do H em um pólo norte e oposta a H em um pólo sul. Em um campo magnético não uniforme cada pólo vê um campo diferente e é sujeito a uma força diferente. A diferença entre as duas forças move o magneto na direção em que o campo magnético cresce e também pode causar um torque resultante.
Infelizmente, a ideia de "pólos" não reflete com precisão o que acontece dentro de um magneto (veja ferromagnetismo). Por exemplo, um pequeno magneto colocado dentro de um magneto grande é sujeito a uma força na direção oposta. A descrição mais correta fisicamente do magnetismo envolve laços de tamanho atômico de correntes distribuídas pelo magneto.

### Torque em um magneto devido a um campoB
Um magneto colocado em um campo magnético sofre um torque que tenta alinhá-lo com o campo magnético. O torque em um magneto devido a um campo magnético externo é fácil de observar: basta colocar dois magnetos próximos, deixando com que um deles gire. O torque N em um magneto pequeno é proporcional ao campo B aplicado e ao momento magnético m do magneto:
{\displaystyle \mathbf {N} =\mathbf {m} \times \mathbf {B} ,\,}
onde × representa o produto vetorial.
O alinhamento de um magneto com o campo magnético da Terra é o mecanismo de funcionamento da bússola. Ele é usado para determinar a direção do campo magnético local também (veja a definição de B abaixo). Um pequeno magneto é montado tal que ele possui liberdade para girar (em um dado plano) e seu pólo norte é marcado. Por definição, a direção do campo magnético local é a direção que o pólo norte de uma bússola (ou qualquer outro magneto) tende a apontar.
O torque magnético é usado para movimentar motores elétricos simples. Em um projeto simples de motor, um magneto é fixado em um eixo rotativo (formando um rotor) e sujeito a um campo magnético criado por um grupo de eletromagnetos chamado de estator. Pela mudança contínua da corrente elétrica em cada um dos eletromagnetos, o que muda a polaridade de seus campos magnéticos, o estator coloca pólos de mesmo nome próximos ao rotor. O torque magnético resultante é transferido ao eixo. O processo inverso, a transformação do movimento mecânico em energia elétrica, é obtido pelo mecanismo inverso do acima no gerador elétrico.

## Visualizando o campo magnético usando linhas de campo

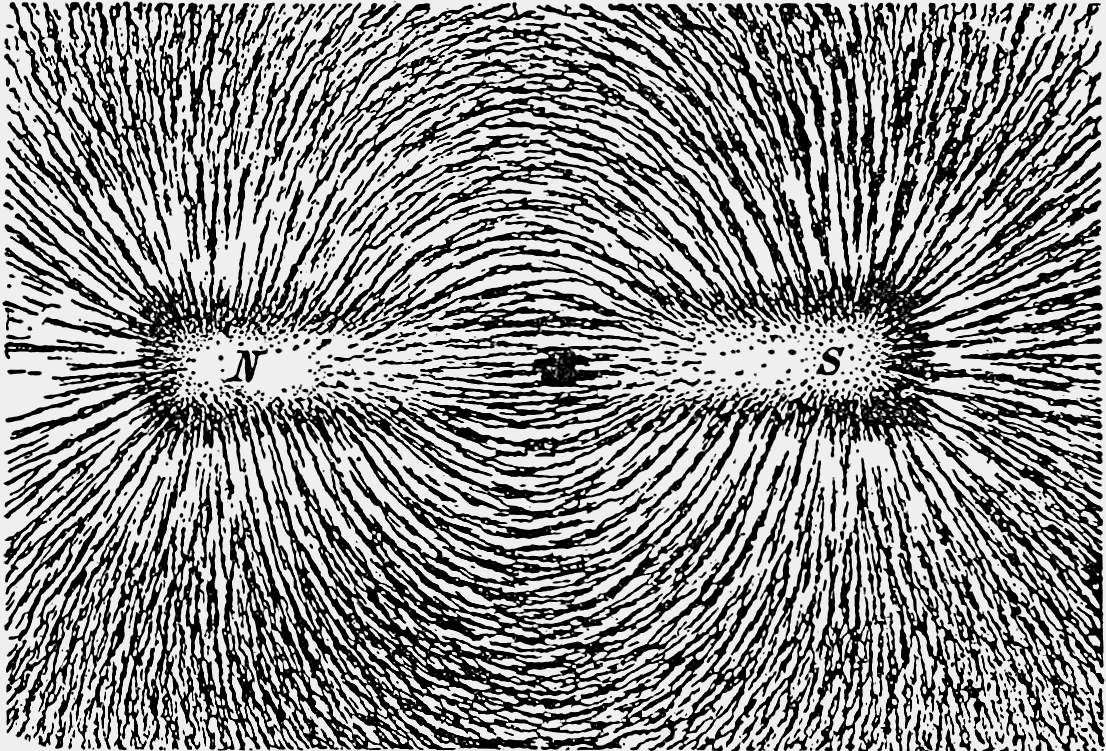
Linhas de campo magnético demonstradas por limalha de ferro. As linhas de campo não são precisamente as mesmas de um magneto isolado; a magnetização da limalha altera o campo.

O mapeamento da força e direção do campo magnético é simples, em princípio. Primeiro, meça a força e direção do campo magnético em um grande número de posições. Então marque cada localização com uma seta (chamada de vetor) apontando na direção do campo magnético local com um comprimento proporcional à intensidade do campo magnético. Um método alternativo de visualizar o campo magnético que simplifica enormemente o diagrama enquanto mantém as mesmas informações é 'conectar' os vetores para formar "linhas de campo magnético".
Vários fenômenos físicos têm o efeito de mostrar as linhas de campo magnético. Por exemplo, limalhas de ferro colocadas em um campo magnético se alinham de forma a mostrar visualmente a orientação do campo magnético (veja a figura à esquerda). Linhas de campo magnético também são apresentadas visualmente por auroras polares, nas quais interações de dipolo de partículas de plasma criam faixas de luz visível que se alinham com a direção local do campo magnético.
As linhas de campo fornecem uma forma simples de apresentar ou desenhar o campo magnético (ou qualquer outro campo vetorial). As linhas magnéticas podem ser estimadas a qualquer ponto (seja em uma linha de campo ou não) usando a direção e densidade das linhas de campo próximas. Uma densidade maior de linhas de campo próximas indicam um campo magnético mais forte.

Bússolas revelam a direção do campo magnético local. Como visto aqui, o campo magnético aponta em direção ao pólo sul magnético, para fora de seu pólo norte.

As linhas de campo também são uma boa ferramenta qualitativa para visualizar as forças magnéticas. Em substâncias ferromagnéticas como o ferro e o plasma, as forças magnéticas podem ser compreendidas imaginando-se que as linhas de campo exercem uma tensão (como uma tira de borracha) ao longo de seu comprimento, e uma pressão perpendicular ao seu comprimento sobre as linhas de campo vizinhas. Pólos magnéticos 'diferentes' se atraem por que são ligados por muitas linhas de campo; pólos 'iguais' se repelem por que suas linhas de campo não se encontram, mas ficam em paralelo, empurrando umas às outras.
A direção de uma linha de campo magnético pode ser revelada usando uma bússola. Uma bússola colocada próxima ao pólo norte de um magneto aponta para longe daquele pólo — pólos iguais se repelem. O oposto acontece com uma bússola colocada próxima ao pólo sul de um magneto. O campo magnético aponta para fora do magneto no pólo norte e em direção ao magneto no pólo sul. As linhas de campo magnético fora do magneto apontam do pólo norte para o pólo sul. Nem todos os campos magnéticos são descritíveis em termos de pólos. Um fio reto conduzindo uma corrente elétrica, por exemplo, produz um campo magnético que não aponta em nenhum dos sentidos na direção do eixo do fio, mas circula o mesmo.

### Linhas de campoBsempre formam laços fechados
As linhas de campo são uma maneira útil de representar qualquer campo vetorial e geralmente revelam propriedades sofisticadas dos campos de forma bastante simples. Uma propriedade importante do campo 'B' que pode ser verificada com as linhas de campo é que as linhas de campo magnético sempre fazem voltas completas. Elas não começam nem terminam (embora possam se estender ao infinito). Até hoje nenhuma exceção a esta regra foi encontrada.
O campo magnético sai do magneto em seu pólo norte e entra em seu pólo sul, mas dentro do magneto as linhas de campo B retornam do pólo sul de volta ao pólo norte. Se uma linha de campo B entra em um magneto em algum ponto ela deve sair em outro ponto. Por esta razão, pólos magnéticos sempre vêm em pares N e S. Cortar um magneto ao meio resulta em dois magnetos separados cada um deles com um pólo norte e outro sul.
Campos magnéticos são produzidos por correntes elétricas, que podem ser correntes macroscópicas em fios, ou correntes microscópicas associadas com os elétrons em suas órbitas atômicas. O campo magnético B é definido em termos da força que move uma carga na lei da força de Lorentz. A interação de campos magnéticos com cargas leva a muitas aplicações práticas. A unidade SI para o campo magnético é o tesla, que pode ser visto da parte magnética da equação de força de Lorentz Fmagnética = qvB como sendo composta de (newton × segundo)/(coulomb × metro). Uma unidade menor do campo magnético é o gauss (1 tesla = 10 000 gauss).

### Monopolo magnético (hipotético)
Um monopolo magnético é uma partícula hipotética (ou uma classe de partículas) que tem, como o nome sugere, somente um pólo magnético (um pólo sul ou um pólo norte). Em outras palavras, ele possui uma "carga magnética" análoga à carga elétrica.
O interesse moderno neste conceito vem da teoria de partículas, notavelmente Teorias da Grande Unificação e a teoria das supercordas, que predizem a sua existência ou possibilidade de existência de monopólos magnéticos. Estas teorias e outras inspiraram esforços na busca de monopólos. Apesar destes esforços, nenhum monopólo magnético já foi observado até hoje.

### Linhas de campoHcomeçam e terminam próximo a pólos magnéticos
Fora de um magneto, as linhas de campo H são idênticas às linhas de campo B, mas dentro elas apontam em direções opostas. O campo H, portanto, é análogo ao campo elétrico E que começa como uma carga positiva e termina como uma carga negativa. É tentador, portanto, modelar magnetos em termos de cargas magnéticas localizadas próximas dos pólos. Infelizmente, este modelo é incorreto. Ele falha para determinar o campo magnético dentro de magnetos, por exemplo.

## O campo magnético e as correntes elétricas

Hans Christian Ørsted, Der Geist in der Natur, 1854

As correntes de cargas elétricas geram um campo magnético e sofrem a ação de uma força devido a um campo B magnético.

### Campo magnético gerado por correntes de cargas elétricas
Todas as cargas em movimento produzem campos magnéticos. Cargas pontuais em movimento produzem um campo magnético complicado mas bem conhecido que depende da carga, velocidade, e aceleração da partícula. Ele forma caminhos fechados em torno de uma linha apontando na direção em que a carga está se movendo.

A corrente (I) em um condutor linear produz um campo magnético (B) em torno do condutor. O campo tem orientação de acordo com a regra da mão direita.

Condutores com corrente geram campos magnéticos que formam círculos concêntricos. A direção do campo magnético nestas linhas é determinada pela regra da mão direita. Quando se movem com a corrente, para a esquerda o campo magnético aponta para cima enquanto que à direita aponta para baixo (veja a figura à direita). A intensidade do campo magnético diminui com a distância do condutor.
Se o condutor receber a forma de um laço o campo magnético é concentrado dentro do laço e enfraquecido do lado de fora. A colocação de mais laços destes para formar um solenóide torna o efeito mais acentuado. Estes dispositivos, chamados de eletroímãs ou eletromagnetos, são importantes porque podem gerar campos magnéticos fortes e bem controlados. Um eletromagneto infinitamente longo possui um campo magnético uniforme internamente e nenhum campo magnético do lado de fora. Um eletromagneto de tamanho finito produz um campo magnético que essencialmente é o mesmo de um magneto permanente da mesma forma e tamanho com uma intensidade (e polaridade) que é controlada pela corrente fornecida.
O campo magnético gerado por uma corrente elétrica contínua I (um fluxo constante de cargas elétricas em que a carga não está se acumulando ou sofrendo depleção em nenhum ponto) é descrito pela Lei de Biot-Savart:
{\displaystyle \mathbf {B} ={\frac {\mu _{0}I}{4\pi }}\oint {\frac {d{\boldsymbol {\ell }}\times \mathbf {\hat {r}} }{r^{2}}},}
onde a soma integral em todo o laço de um condutor com dl sendo uma parte infinitesimal deste laço, μ0 é a constante magnética, r é a distância entre a posição de dl e a localização em que o campo magnético está sendo calculado, e {\displaystyle \scriptstyle \mathbf {\hat {r}} } é um vetor unitário na direção r.
Uma forma um pouco mais geral de relacionar a corrente I com o campo B é através da lei de Ampère:
{\displaystyle \oint \mathbf {B} \cdot d{\boldsymbol {\ell }}=\mu _{0}I_{\mathrm {enc} },}
onde a integral é calculada sobre qualquer caminho fechado arbitrário e Ienc é a corrente envolvida pelo caminho. A lei de Ampère é sempre válida para correntes contínuas e pode ser usada para calcular o campo B para certas situações altamente simétricas, como um condutor infinito ou solenóide infinito.
De uma forma modificada que leva em conta os campos elétricos variáveis, a lei de Ampère é uma das quatro equações de Maxwell que descrevem a eletricidade e o magnetismo.

### Força sobre uma carga em movimento devido a um campoB

#### Força sobre uma partícula com carga

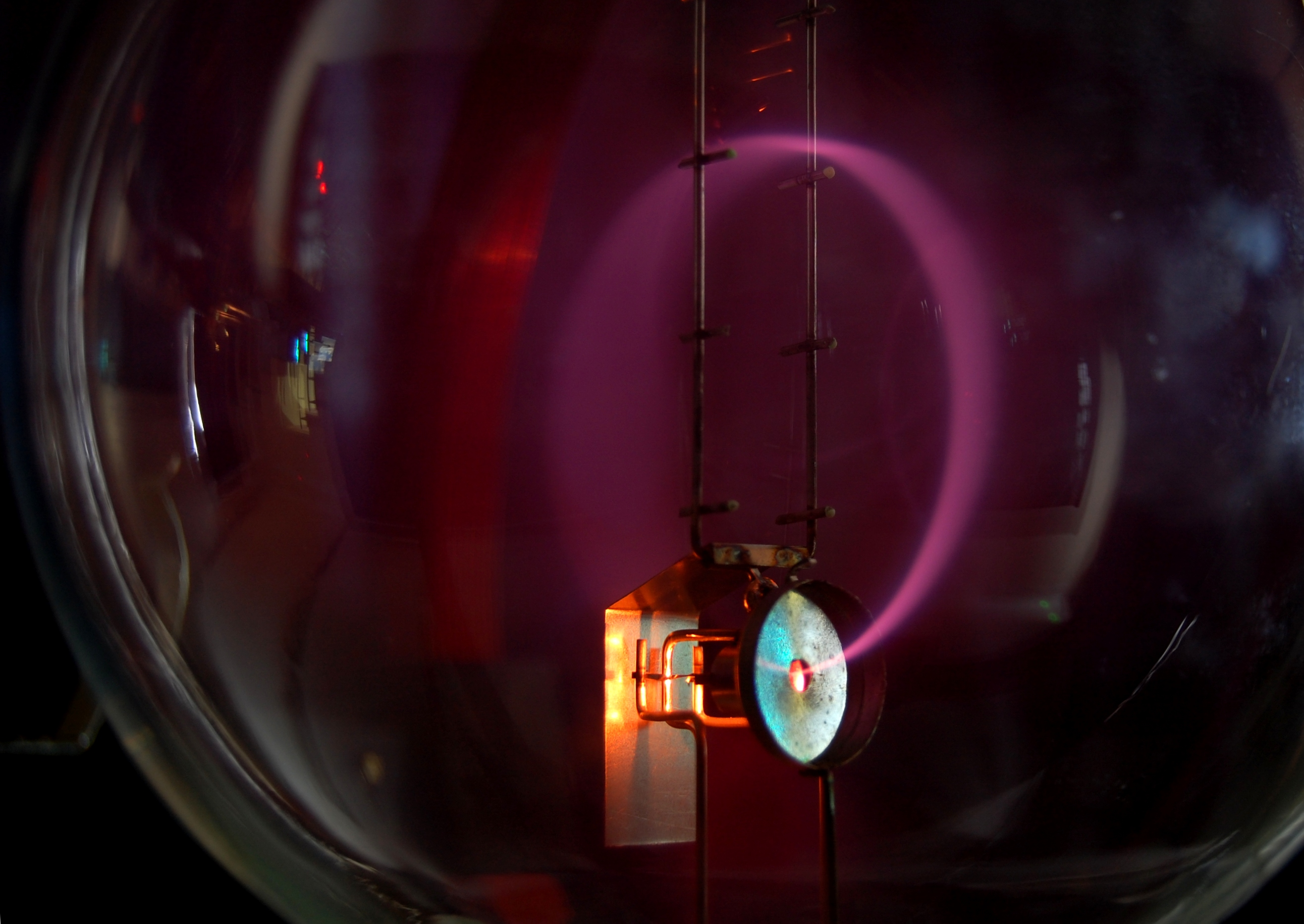
Feixe de elétrons movendo-se em um círculo. O centelhamento é causado pela excitação de átomos do gás em um frasco.

Uma partícula com carga se movendo em um campo B experimenta uma força lateral que é proporcional à intensidade do campo magnético, à componente da velocidade que é perpendicular ao campo magnético e à carga da partícula. Esta força é conhecida como força de Lorentz e é dada por
{\displaystyle \mathbf {F} =q(\mathbf {v} \times \mathbf {B} ),}
onde
F é a força, q é a carga elétrica da partícula, v é a velocidade instantânea da partícula e B é o campo magnético (em teslas).
A força de Lorentz é sempre perpendicular tanto com a velocidade da partícula quanto ao campo magnético que a criou. Partículas estacionárias e partículas que se movem na direção das linhas do campo magnético não experimentam esta força. Por esta razão, partículas carregadas movem-se em um círculo (ou, de forma mais genérica, uma hélice)) em torno das linhas de campo magnética, este é chamado de movimento de ciclotron. Como a força magnética é sempre perpendicular ao movimento, o campo magnético não pode realizar trabalho em uma carga isolada. Ele pode, entretanto, mudar a direção da partícula, ao ponto de forçar a mudança de direção para uma direção perpendicular da direção original. A força magnética pode realizar trabalho em um dipolo magnético, ou a uma partícula carregada cujo movimento esteja limitado por outras forças.

#### Força em um condutor
A força em um condutor com corrente é similar à de uma carga em movimento como esperado, já que um condutor com corrente é uma coleção de cargas em movimento. Um condutor com corrente percebe uma força lateral na presença de um campo magnético. A força de Lorentz em uma corrente macroscópica é geralmente chamada de força de Laplace.

A regra da mão direita: apontando o polegar da mão direita na direção da corrente convencional ou movimento da carga positiva e os dedos na direção do campo B, a força sobre a corrente é apontada pela palma da mão. A força é inversa se a carga for negativa.

#### Direção da força
A direção da força sobre uma carga ou corrente positiva é determinada pela regra da mão direita. Veja a figura à direita. Usando a mão direita e apontando o polegar na direção do movimento da carga ou corrente positivas e os dedos na direção do campo magnético, a força resultante sobre a carga aponta para fora da palma da mão. A força em uma partícula de carga negativa está na direção oposta. Se tanto a velocidade e a carga são revertidas, então a direção da força permanece a mesma. Por esta razão, uma medida do campo magnético (por si mesma) não pode fazer a distinção entre uma carga positiva movendo-se para a direita ou uma carga negativa movendo-se para a esquerda, pois os dois casos produzem a mesma corrente. Por outro lado, um campo magnético combinado com um campo elétrico pode distinguir entre ambas, veja o efeito Hall abaixo.

## HeBdentro e fora de materiais magnéticos
As fórmulas derivadas para o campo magnético acima estão corretas quando lidando com a corrente inteira. Um material magnético colocado dentro de um campo magnético, entretanto, gera sua própria corrente acoplada que pode ser muito difícil de calcular. Esta corrente acoplada é devido à soma dos laços de correntes de escala atômica e o spin das partículas subatômicas como elétrons que fazem parte do material. O campo H como definido acima ajuda a fatorar esta corrente acoplada, mas para ver como, é útil introduzir primeiro o conceito de magnetização.

## Conexão entre a relatividade e os campos elétrico e magnético
Embora os campos Elétrico e Magnético já estivessem intrinsecamente interligados antes da Relatividade esta interligação era um dado experimental. Após a relatividade esta interligação tornou-se uma conclusão teórica. Assim, em um mundo onde existam o campo elétrico (ou magnético) e a teoria da relatividade deve necessariamente haver o campo eletromagnético.
Imagine um trem carregado com cargas negativas. A ele é presa uma carga positiva, conforme indica a figura. Em repouso, tanto um passageiro do trem como um observador no solo concordarão acerca da força que atrai a carga positiva e as cargas negativas

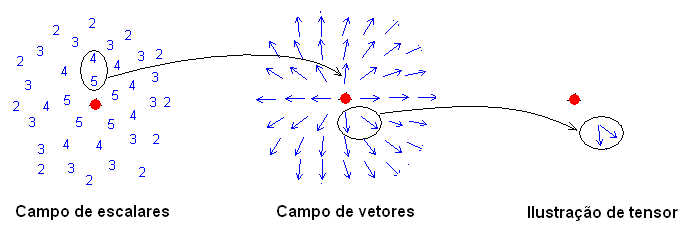
Escalares, vetores e tensores

Em movimento, porém, o observador poderia supor que esta força aumentaria devido à diminuição do comprimento do trem prevista na teoria restrita da relatividade. Haveria, portanto, uma discrepância entre o passageiro e o observador caso não existisse uma misteriosa força de repulsão entre a carga positiva e as cargas negativas. Esta força misteriosa — que aumenta com a velocidade das cargas — é o resultado do que se convencionou chamar de campo magnético.

## Medição de campo magnético
No Brasil, a ABNT é o órgão responsável pela padronização de medidas. Existem diversos instrumentos para a medição de campo magnético, entre eles o magnetômetro fluxgate, bobinas de indução e o sondas de efeito Hall. Os instrumentos podem apresentar medida em uma ou três dimensões (nesse caso deve indicar o valor r.m.s. da medida). O sistema de medição para campos magnéticos alternados deve indicar o valor r.m.s. de campos magnéticos uniformes com uma incerteza menor que ± (10% de leitura + 20 nT).

## Exposição a campo magnético
A exposição a campos magnéticos de grande magnitude e/ou por longos períodos pode ser prejudicial a saúde. A Organização Mundial da Saúde mantém pesquisas sobre os efeitos da exposição a campos elétricos e magnéticos e recomenda que a exposição para público geral a campos magnéticos variáveis no tempo na frequência de 50 a 60 kHz seja de até 83x10-6 T.